# Licibořice
Licibořice település Csehországban, a Chrudimi járásban. Licibořice Svídnice, České Lhotice, Rabštejnská Lhota, Slatiňany, Nasavrky, Liboměřice és Křižanovice településekkel határos. Lakosainak száma 270 fő (2024. január 1.).

## Népesség
A település lakosságának változását az alábbi diagram mutatja:
| Lakosok száma | 309  | 321  | 285  | 257  | 236  | 253  | 248  | 249  | 258  | 270  |
|               | 1869 | 1890 | 1921 | 1950 | 1980 | 2001 | 2017 | 2019 | 2022 | 2024 |